# Adverbe distributif
Pour les articles homonymes, voir distributif.
 (février 2011).
Si vous disposez d'ouvrages ou d'articles de référence ou si vous connaissez des sites web de qualité traitant du thème abordé ici, merci de compléter l'article en donnant les références utiles à sa vérifiabilité et en les liant à la section « Notes et références ».
En linguistique, un adverbe distributif est un type d'adverbe numéral présent dans certaines langues,  indiquant une distribution égale, c'est-à-dire la division d'un ensemble en sous-ensembles comportant chacun le même nombre d'éléments (autrement dit, de même cardinal). Ils se traduisent en français par la périphrase « N par N ».
Le latin comporte des adverbes distributifs :
- unités : singulī « 1 par 1 », bīnī « 2 par 2 », ternī « 3 par 3 », quaternī « 4 par 4 », quīnī « 5 par 5 », sēnī « 6 par 6 », septēnī « 7 par 7 », octōnī « 8 par 8 », novēnī « 9 par 9 » ;
- première dizaine : dēnī « 10 par 10 », undēnī « 11 par 11 », duodēnī « 12 par 12 », tredēnī « 13 par 13 », quattuordēnī « 14 par 14 », quīndēnī « 15 par 15 », sēdēnī « 16 par 16 », septendēnī « 17 par 17 », duodēvīcēnī « 18 par 18 », undēvīcēnī « 19 par 19 » ;
- autres dizaines : vīcēnī « 20 par 20 », trīcēnī « 30 par 30 », quadrāgēnī « 40 par 40 », quīnquāgēnī « 50 par 50 », sexageni « 60 par 60 », septuāgēnī « 70 par 70 », octogēnī « 80 par 80 », nōnāgēnī « 90 par 90 » ;
- centaines : centēnī « 100 par 100 », ducentēnī « 200 par 200 », trecentēnī « 300 par 300 », quadringēnī « 400 par 400 », quīngēnī « 500 par 500 », sescēnī « 600 par 600 », septingēnī « 700 par 700 », octingēnī « 800 par 800 », nōngēnī « 900 par 900 » ;
- milliers : mīlia  par milliers.